# Colla (Lima)
Colla es una localidad peruana ubicada en el distrito de Gorgor, perteneciente a la provincia de Cajatambo del departamento de Lima, al centro oeste del Perú. 

## Ubicación
Colla se ubica al sur de la provincia de Cajatambo, en el distrito de Gorgor, en el departamento de Lima.

## Demografía
En 2017 Colla tenía una población de 10 habitantes.
| Gráfica de evolución demográfica de Colla entre 1993 y 2017 |
|                                                             |
| Fuentes: Población 1993 y 2017                              |